# Aracaju
Aracaju [aɾakaˈʒu]IPA je brazilské město a hlavní město státu Sergipe. Nachází se v severovýchodní části země, asi 350 km severně od Salvadoru. V současnosti zde žije více než 664 000 obyvatel, tedy zhruba třetina státu Sergipe. Město je známé pro svou moderní architekturu, čisté pláže a karnevaly. Ve městě se nachází mezinárodní letiště. S ostatními velkými městy je Aracaju propojeno dálnicemi BR-235 a BR-101.